# Ak Kubek
Ak Kubek fou kan d'Astracan, fill de Murtaza Khan de l'Horda d'Or.
Fou posat al tron pels circassians que van ocupar el kanat d'Astracan el 1532. S'esmenta un germà de nom Berdibeg i es diu que va estar en bones relacions amb Rússia. Al cap d'uns mesos de govern fou enderrocat pels nogais (1533) pujant al tron un descendent de la branca original de Mahmud Khan, de nom Abdul Rahman Khan.
El 1545 va ocupar el tron altre cop segurament amb suport del circassians però el va tenir conservar només uns mesos i el 1546 fou enderrocat pels mateixos circassians que van posar al tron al seu nebot Yamgurchi. Aquest va regnar uns mesos però la facció d'Ak Kubek va restaurar a aquest. No se sap quant de temps va conservar el poder però el 1550 Yamgurchi ja estava altre cop al tron.